# Amorphophallus richardsiae
Amorphophallus richardsiae là một loài thực vật có hoa trong họ Ráy (Araceae). Loài này được Ittenb. mô tả khoa học đầu tiên năm 1997.